# 山口県道316号高佐下阿武線
山口県道316号高佐下阿武線（やまぐちけんどう316ごう たかさしもあぶせん）は、山口県萩市から阿武郡阿武町に至る一般県道である。

## 概要
萩市大字高佐下から阿武郡阿武町大字奈古に至る。

### 路線データ
- 起点：萩市大字高佐下（山口県道・島根県道13号萩津和野線交点）
- 終点：阿武郡阿武町大字奈古（島根県道・山口県道14号益田阿武線交点）

## 歴史
- 1958年（昭和33年）10月1日 - 山口県告示第644号の2により認定される。
- 1972年（昭和47年） - 山口県の県道番号再編により現行の路線番号に変更される。
- 2005年（平成17年）3月6日 - 萩市と阿武郡に属する6町村（須佐町、田万川町、旭村、川上村、福栄村、むつみ村）が対等合併して改めて萩市が発足したことに伴い起点の地名表記が変更される（阿武郡むつみ村高佐下→萩市高佐下）。

## 路線状況
以前は阿武郡阿武町大字奈古で直接国道191号に接続していたが、奈古地区での改良の結果島根県道・山口県道14号益田阿武線を介して国道191号と接続することになり、遠回りな経路をとる路線になっている。

### 重複区間
- 山口県道10号山口福栄須佐線（阿武郡阿武町大字宇生賀（うぶか） - 萩市大字紫福（しぶき））

## 地理

### 通過する自治体
- 山口県
  - 萩市 - 阿武郡阿武町 - 萩市 - 阿武郡阿武町

### 交差する道路
| 交差する道路                            | 市町村名 | 市町村名 | 交差する場所         | 交差する場所 |
| --------------------------------------- | -------- | -------- | -------------------- | ------------ |
| 山口県道・島根県道13号萩津和野線        | 萩市     | 萩市     | 大字高佐下           | 起点         |
| 山口県道10号山口福栄須佐線 重複区間起点 | 阿武郡   | 阿武町   | 大字宇生賀（うぶか） |              |
| 山口県道10号山口福栄須佐線 重複区間終点 | 萩市     | 萩市     | 大字紫福（しぶき）   |              |
| 島根県道・山口県道14号益田阿武線        | 阿武郡   | 阿武町   | 大字奈古             | 終点         |

### 沿線
- 陸上自衛隊むつみ演習場
- 山の口ダム
- カサネ岩
- ドウドウの滝

### 峠
- カツエ坂峠（阿武郡阿武町大字宇生賀（うぶか））